# Grand Bénare
Le Grand Bénare est un sommet montagneux de l'île de La Réunion, département d'outre-mer français dans le sud-ouest de l'océan Indien. Considéré comme le troisième plus haut sommet de l'île après le piton des Neiges et le Gros Morne, il atteint 2 898 mètres d'altitude, ce qui fait de lui le point culminant de la commune de Trois-Bassins. Son nom lui viendrait du malgache « Benara » signifiant « où il fait très froid » en français.

## Situation et ascension

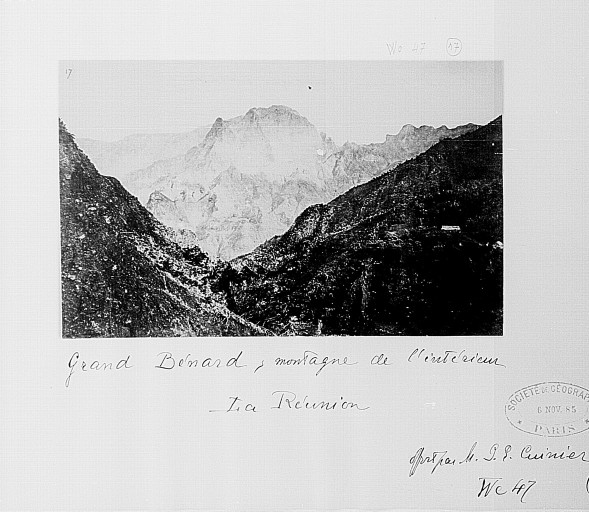
Le Grand Bénare photographié peu avant 1885.

Dans l'histoire de La Réunion, le sommet du Grand Bénare a été atteint relativement tôt par rapport aux autres sommets.
Il est situé au sommet du rempart séparant les cirques de Mafate et de Cilaos qu’il domine. Il est séparé du piton des Neiges qui lui fait face par l’arête des Trois Salazes. Il est accessible depuis le Maïdo ou depuis le Petit Bénare.
Le sentier de randonnée qui part du sommet du Maïdo passe devant une glacière qui fut autrefois exploitée par les esclaves de Madame Desbassayns. Du sommet on a, par beau temps, une vue imprenable sur les deux cirques.

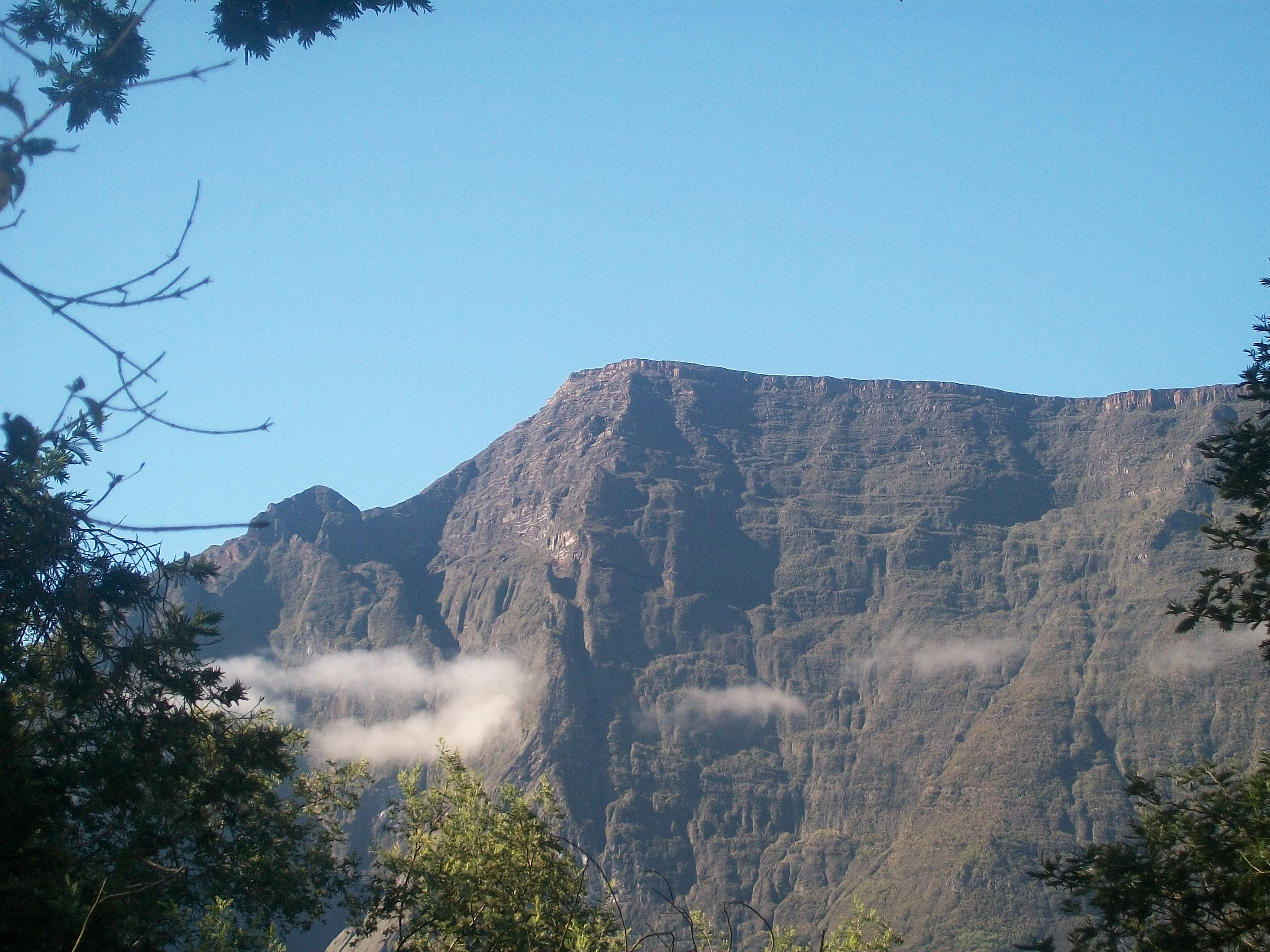
Vue sur le Grand Bénare depuis le cirque de Mafate.